# 퓨어베이직

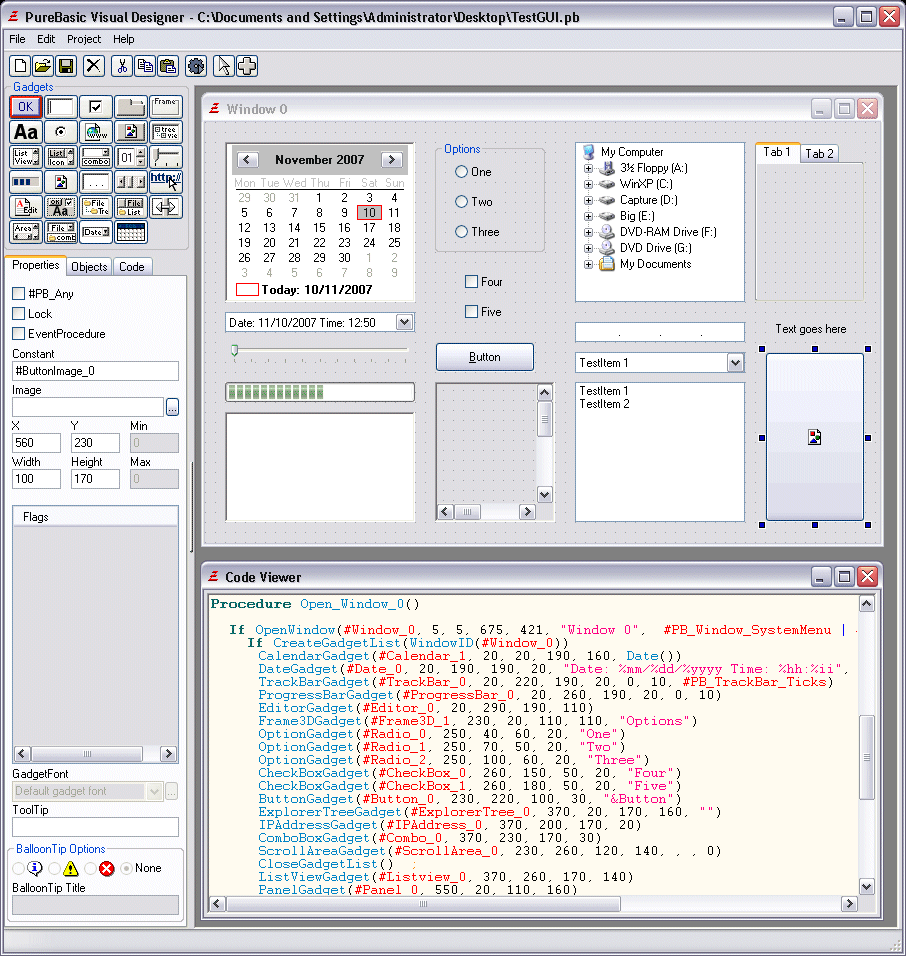
퓨어베이직 VD.

퓨어베이직(PureBasic)은 베이직 기반의 상업적으로 배포된 절차적 컴퓨터 프로그래밍 언어이자 통합 개발 환경으로, 판타지 소프트웨어가 윈도우 32/64비트, 리눅스 32/64비트, macOS를 대상으로 개발하였다. 아미가 버전을 사용할 수 있으나 개발이 중단되어 일부 포팅은 오픈 소스로 공개된 상태이다. 최초의 윈도우용 퓨어베이직 릴리스는 2000년 12월 17일에 출시되었다. 이후로 계속 업데이트되고 있다.
퓨어베이직은 수명 라이선스 모델을 가지고 있다. 웹사이트에 언급된 바에 따르면 1998년에 등록한 최초의 퓨어베이직 사용자는 새로운 업데이트에 대한 무료 접근 권한이 있으며 이 점은 앞으로도 바뀌지 않는다.
퓨어베이직은 x86, x86-64, 파워PC, 680x0 명령 집합에 대해 직접 컴파일하며 표준 시스템 라이브러리를 넘어 런타임 라이브러리가 불필요한 조그마한 독립형 실행 파일과 DLL을 생성한다. 플랫폼 특화 API를 사용하지 않고 개발한 프로그램들은 수정 절차 없이 또는 수정이 거의 없이 동일 소스 파일을 가지고 쉽게 빌드가 가능하다.